# اچ‌ام‌اس سربروس (۱۷۹۴)
اچ‌ام‌اس سربروس (۱۷۹۴) (به انگلیسی: HMS Cerberus (1794)) یک کشتی بود. این کشتی در سال ۱۷۹۴ ساخته شد.